# 溫耀源
溫耀源，前任台灣高等法院的發言人。

## 經歷
- 翁大銘的華隆案的合議庭法官之一，1992年9月10日，台北地方法院合議庭認為翁大銘屢傳不到，拘提羈押之。[1]

家族源流:
温姓耀源,乃“光\宗\耀\祖”之辈份相传，该族系安徽肥东县境内繁衍生息。
当年，李鸿章天津小站练兵，所带去的江淮弟子中，肥东温姓兵丁就留在了天津，所以，安徽肥东与天津的温姓，乃一族之脉相传。